# Щепкинский лес
 Городской лес «Ще́пкинский лес» — особо охраняемая природная территория, самое крупное природное насаждение в Ростове-на-Дону.
Назван по имени Щепкинской балки, находившейся на месте ныне расположившегося леса. Кроме этого, по некоторым данным, заказник был назван по имени одного из близлежащих населенного пункта с. Щепкин. Протяжённость парка: с севера на юг — 4 км, с запада на восток — 4-4,5 км.
До 30 января 2006 года имел статус Государственного охотничьего заказника регионального значения. Статус заказника был снят по распоряжению администрации Ростовской области. Постановлением администрации города Ростова-на-Дону от 20.05.2014 № 558 участок с лесом отнесен к категории «земли населенного пункта» с разрешенным видом использования «городские леса». Охота в таких лесах запрещена.

## История
В начале XX века на территории Ростовской области в районе села Щепкино было принято решение начать посадку древесных культур. Это стало предысторией создания Щепкинского партийного заказника. Известно, что заказник был посажен для разведения на его территории различных видов животных, но идея провалилась, хозяйственная деятельность была свернута. Остались лесные угодья, которые впечатляют своей живописностью. Обширное лесничество насчитывает большое разнообразие видов растительности.
Во время Великой Отечественной войны ещё не такой большой по размерам лес использовался войсками Красной армии для создания различных оборонительных укреплений против немецко-фашистских захватчиков, наступавших на Ростов. Позднее вплоть до 1943 года лес использовался советскими партизанами. В лесу можно до сих пор встретить остатки окопов, траншей, воронок, бетонно-земляных сооружений. Если очень внимательно поискать, то возможно найти старое военное имущество (гильзы, осколки, предметы быта, хозяйства). В северной части Щепкинского леса находится один из больших рвов, возведённых в годы обороны Ростова-на-Дону (ров тянется от посёлка Красный Крым и, преодолевая лес, уходит в сторону Ковалёвки).
На территории леса в южной части находится воинская часть (ранее до 70-х годов XX века была кавалерийской, после стала радиолокационной), граничащая рядом с садоводческим товариществом. Сейчас состояние части неизвестно.
Сегодня Щепкинский лес — это самое крупное лесное рукотворное насаждение вблизи городской черты Ростова-на-Дону. Ростовчане очень любят проводить праздники на территории заказника из-за живописности здешних мест. Парк имеет разветвленную сеть велодорожек.

## География
Щепкинский лес находится на северо-востоке Ростова-на-Дону. Местность представлена аккумулятивно-равнинными образованиями. На территории заказника находятся два карьера, один из которых заполнен водой. Также в центральной части расположен пруд со стоячей водой; купание в нём запрещено. На востоке лесного насаждения находится искусственное озеро, образованное притоками рек Большая Камышеваха и Темерник.

### Природа
Природные угодья Щепкинского леса представлены речными и лесными видами. В затопленном карьере водится рыба, преимущественно серебряный карась, бычок-песочник, раки. В лесу водятся косули, лисы, зайцы, кабаны, фазаны, куропатки, цапли и другие распространенные на юге России виды животных. Охота в Щепкинском лесу запрещена. Разрешение на рыбалку не требуется.